# Pontiac Safari
La Safari è un'autovettura prodotta dalla Pontiac dal 1986 al 1989. Dal 1955 al 1986 il nome  "Safari" è stato associato alla versione familiare di alcuni modelli Pontiac, tra cui la Catalina, la Executive e la Bonneville. Nel 1986 la Safari diventò un modello a sé stante.

## Storia
Questo modello nacque quando la Parisienne venne tolta di produzione nel 1986. Dall'anno in questione, la versione familiare del modello citato continuò ad essere prodotta con il nome Safari, mentre le altre versioni vennero tolte dal mercato.
La Safari aveva installato un motore V8 da 5 L di cilindrata, che era accoppiato ad un cambio automatico a quattro rapporti.  Assemblata ad Oshawa, in Canada, dal 1986 al 1989 ne vennero assemblati 23.478 esemplari.